# Adam Pakulski

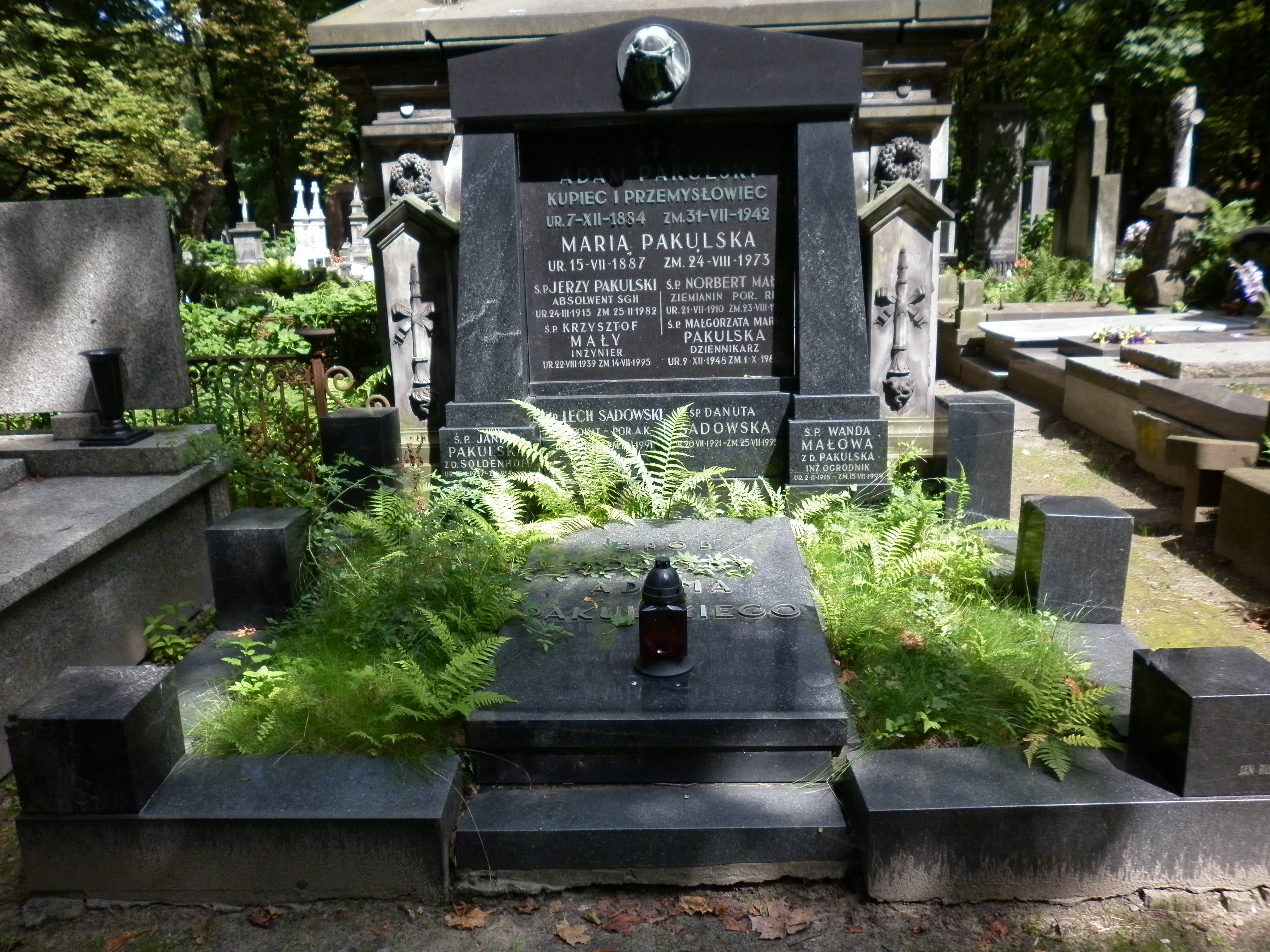
Grób Adama Pakulskiego na cmentarzu Powązkowskim

Adam Pakulski (ur. 7 grudnia 1884 w Warszawie, zm. 31 lipca 1942 tamże) – warszawski przedsiębiorca handlowy, kupiec i działacz gospodarczy. Właściciel firmy handlowej „Bracia Pakulscy”.
W 1900 wraz z braćmi Wacławem (1883–1934), Janem (1887–1934) podjął pracę subiekta w składzie handlowym Feliksa Pawłowskiego. Po siedemnastu latach bracia Pakulscy wykupili skład, akt sprzedaży podpisali 4 października 1917. Na początku lat 30. XX wieku rodzeństwo podzieliło się majątkiem. Adam Pakulski wraz z żoną Marią (ur. 15 lipca 1887, zm. 24 września 1973) przejął część handlową i znacznie ją rozwinął. Jak na ówczesne czasy Pakulski stworzył przedsiębiorstwo oparte na zasadzie kupiectwa społecznego. Pracownicy byli premiowani, a po dłuższym stażu otrzymywali udziały w przedsiębiorstwie. Pochowany na cmentarzu Powązkowskim (kwatera 201-5-29,30).

## Ordery i odznaczenia
- Srebrny Krzyż Zasługi (9 listopada 1932)[2]